# Fàbrica Polydor
La Fàbrica Polydor és un edifici industrial de Sant Adrià de Besòs (Barcelonès) catalogat com a Bé Cultural d'Interès Local.

## Descripció
Edifici molt desfigurat, de caràcter fabril en el seu origen. La major part es desenvolupa en dues plantes, excepte un angle on arribava a les tres, rematades per una torre amb el nom de l'empresa i un rellotge. L'estil racionalista es manifesta en l'absència d'ornament i la volumetria simple, paraments blancs i finestres horitzontals. Actualment és arrebossat de color gris.

## Història
Va ser projectada el 1931 per l'arquitecte Lluís Bonet i Garí per al fabricant de discos
Polydor. Després de la Guerra Civil, va allotjar el col·legi nacional a la planta baixa, i l'Ajuntament de Sant Adrià al pis superior, abans que un i altre disposessin d'edifici propi. Actualment, un cop rehabilitada, acull un centre de producció cultural i juvenil i la Biblioteca de Sant Adrià.